# ツーロンの薔薇
『ツーロンの薔薇』（ツーロンのばら）は、宝塚歌劇団雪組により1988年12月18日-12月25日、1989年1月2日-1月6日に宝塚バウホールにおいて上演されたミュージカルである。1989年1月7日、8日も公演を予定していたが、昭和天皇崩御により中止となった。
1990年2月23日-2月27日に東京日本青年館において、同年3月3日、4日に名古屋市民会館において再演。また、同年3月8日-3月12日に公演中止から約一年の時を経て宝塚バウホールで再演された。

## 公演概要
主演は、当時雪組二番手スターに昇格したばかりの一路真輝と別格娘役として活躍していた仁科有理。第二次世界大戦中の1942年、ドイツ占領下のフランス・ツーロンを舞台に繰り広げられるフランス海軍士官と古城の女主人の悲恋物語。
1988年1月15日-26日に月組で上演された『リラの壁の囚人たち』の姉妹作となっており、1991年に上演された『グランサッソの百合』も加えて第二次世界大戦レジスタンスシリーズと呼ばれている。三作品とも作・演出は小原弘稔。

## あらすじ
1942年秋。南フランス、ツーロン。バルビエリ館の女主人マリアンヌは、敷地に暮らすジプシーや館の召使たちの生活を守るためにドイツ人オットー・ミュラーと婚約した。その披露パーティの最中、突然ドイツ軍が現れて館を占領してしまう。それを指揮していたのはミュラーであった。ミュラーの正体はナチス親衛隊SS大佐であり、その身分を隠してマリアンヌに近づいていたのだ。マリアンヌたちは、ミュラーに脅されて館内に監禁されてしまう。人々が騒然としていたその時、フランス海軍士官フィリップ・シャルダンがマリアンヌに届け物をしにやってくる。それは、マリアンヌの行方不明の弟にまつわる品物だった。ドイツ軍が館を占拠している事実を隠すためにフィリップもまたミュラーに監禁されることとなり、館での共同生活が始まった。生活を共にするうちにフィリップはマリアンヌの苦悩を知り、それは次第に恋心へと変わっていく。ある日のこと、館に逃げ込んできたジプシー姿の青年がドイツ兵に捕まるという事件が発生する。その青年こそ、マリアンヌの弟でレジスタンス活動家のピエールだった。ピエールを助けるためにドイツ兵に近づいたフィリップは、ドイツ軍がツーロン港攻撃計画を企てていることを知る。その事実をフランス海軍に知らせようと画策するフィリップだったが、館の人々に危険が及ぶことを恐れたマリアンヌから止められる。しかし、ドイツ軍によるツーロン港攻撃計画は刻一刻と迫っていた。

## 主な楽曲・場面
主な場面と楽曲などを記述

- 第1幕 第1場
- 「我が青春のマリアンヌ」
- 第2場 「ジプシー」
- 「ボンソワール・ジョリ・マダム」
- 第3場 「パリのフラメンコ」
- 「ホルゲン！」
- 「あの日の様に」
- 「何を待つ」
- 第4場
- 「あの日の様に」
- 第5場 「ジプシー・ソング」
- 第2幕 第1場 「ジプシー・ソング」
- 「愛する時」
- 第2場
- 「ジプシー」
- 「あの日の様に」
- 第3場
- あの日の様に
- 第4場
- 「アンコール」

## 主な配役
- フィリップ・シャルダン（フランス海軍士官）：一路真輝

- マリアンヌ・バルビエリ（ツーロンの館を守る元伯爵夫人）：仁科有理

- オットー・ミュラー（ナチ親衛隊SS大佐という身分を隠してマリアンヌと婚約するドイツ人）：北斗ひかる
- ペドロ・コルテス（ジプシー）：文月玲／古代みず希＜90年再演＞
- アロンゾ（ジプシーの青年）：高嶺ふぶき
- モニカ（ジプシーの娘、アロンゾの恋人）：五条まい
- ピエール・バルビエリ（レジスタンスの青年、マリアンヌの弟）：轟悠
- ハンス・ボルゲン（親衛隊SS伍長）：沙羅けい／星原美沙緒＜90年再演＞
- クロード・フレネー（館の執事）：飛鳥裕
- ジャネット・フレネー（クロードの娘）：朝霧舞
- エーリッヒ・フォン・シュタイナー（ドイツ国防軍少佐）：名月かなで
- オルガ（ジプシー）：早原みゆ紀
- ゴンザロ（ジプシー）：慶一花／風見玲央＜90年再演＞

## スタッフ
- 作・演出：小原弘稔
- 作曲・編曲：吉崎憲冶
- 編曲：橋本和夫
- 振付：山田卓
- 装置：石濱日出雄
- 衣装：任田幾英
- 照明：今井直次
- 演出助手：石田昌也
- 製作：細川勝幸
- 制作：高野賢一

## 第二次世界大戦レジスタンスシリーズ
- 三作品を時系列に並べると、『ツーロンの薔薇』（1942年・フランス）→『グランサッソの百合』（1943年・イタリア）→『リラの壁の囚人たち』（1944年・フランス）となる。

- 『リラの壁の囚人たち』と『ツーロンの薔薇』には、レジスタンスの青年ピエール・バルビエリという共通の登場人物が登場する。（ピエール役の轟悠が月組から雪組に組替えになったことにより実現）

- 『ツーロンの薔薇』の千秋楽（1990年3月12日）には、『リラの壁の囚人たち』のエドワードに扮した涼風真世がゲスト出演した。（『ツーロンの薔薇』の終盤、フィリップがピエールにエドワードへの伝言を託すシーンがある。千秋楽のそのシーンにエドワードが登場した。）

- 『グランサッソの百合』のヒロイン・リリーの思い出の地として、南フランスのツーロンが語られる。

## その他
一路真輝がトップ就任後に宝塚大劇場で主演したミュージカル・ショー『コート・ダジュール』（1993年）は、『ツーロンの薔薇』を手掛けた小原弘稔による作品。『コート・ダジュール』で一路が演じたフィリップは、『ツーロンの薔薇』のフィリップの息子という設定になっている。小原は、『コート・ダジュール』の東京公演中に肺がんで死去。これが遺作となった。

## 関連
- あの日の様に
  - 吉崎憲治　宝塚歌劇作品集～今日強く君を愛す～（CD/TCAC-35B）収録
- ツーロンの薔薇(TMPC-24B/CD)